# Р-1 (ракета)
Р-1 (индекс ГРАУ — 8А11, объект «Волга») — первая крупная баллистическая ракета, созданная в Советском Союзе под руководством С. П. Королёва. За основу была взята ракета A4 («Фау-2») немецкого конструктора Вернера фон Брауна. Имела определённые конструктивные отличия от прототипа, обусловленные отсутствием цельных образцов Фау-2 и различием в материальной и конструкторской базе.

## Особенности
В условиях спешки, в связи с жёсткими требованиями к срокам разработки и желанием Гитлера наращивать объёмы бомбардировок Лондона, разработка Вернера фон Брауна, ракета Фау-2, имела много недостатков — 20 % собранных ракет отбраковывалось, половина запущенных ракет взрывалась сразу после старта, а отклонение от цели составляло около 10 км. Поэтому при воссоздании Фау-2 требовалось произвести анализ выявленных в ходе запусков недостатков и учесть их при работе над советским вариантом ракеты Р-1, и только после этого принимать на вооружение.
Р-1 была модификацией Фау-2. Дальность у неё была не 250, а 270 км . Были применены другие материалы: в немецкой ракете использовалось 87 марок и сортаментов стали и 59 цветных металлов, в Р-1 — 32 и 21 соответственно.

## История
К 1944 году ясно обозначилось отставание СССР от Германии в разработке ракетного оружия и реактивной авиации. Запуск в серию реактивных истребителей Me-262, начало обстрелов Лондона крылатыми ракетами Фау-1 и появление данных разведки об успешных испытаниях и подготовке к боевому применению баллистической ракеты Фау-2 заставили советское руководство уделить возрастающее внимание этим новым видам вооружения. Стабильные успехи советских войск на фронтах и налаживание в целом работы военной промышленности после труднейшего периода эвакуации и расширения производства позволили выделить ресурсы для реорганизации работ по реактивной и ракетной технике. 18 февраля 1944 года выходит постановление СНК «О работе Государственного института реактивной техники…» с формулировкой о «нетерпимом положении, сложившимся с развитием реактивной техники в СССР». Реактивный институт, головная организация по теме, из прямого подчинения СНК передавался в ведение НКАП под именем «НИИ-1» и освобождался от ряда второстепенных работ.
13 июля 1944 года У. Черчилль направил Сталину письмо с просьбой помочь разыскать образцы немецких ракет Фау-2 с целью их изучения для противодействия намечающимся запускам их по Лондону. По агентурным сведениям Великобритании, испытания ракет проводились близ г. Дембицы (восточная Польша), лежавшего на пути советского наступления в ходе начавшейся Львовско-Сандомирской операции. В Польшу выехала группа специалистов-ракетчиков НИИ-1. Хотя была собрана большая экспедиция, и для поиска использовались сведения от английских резидентов, впервые ракету Фау-2 (на месте её падения при испытаниях) обнаружили польские партизаны, вооружённые старыми охотничьими ружьями. Впоследствии, в том числе с помощью документов английской разведки, были найдены места пуска ракет и множество обломков. Однако ни целых ракет, ни аппаратуры управления обнаружить не удалось. Группа закончила работу к ноябрю 1944 года. Последовавшее по результатам работ решение руководителей НКАП Шахурина и Дементьева относило ракетную тематику из компетенции авиационной промышленности в ведение наркомата вооружения, что послужило началом строгого разделения и известного периода конкуренции ракетного оружия и авиации в ВС СССР. Специалисты НКАП продолжили работу в Германии, занимаясь в том числе и сбором информации по ракетам.
Сразу после капитуляции Германии завод «Миттельверк», находящийся в горах Тюрингии, где строили Фау-2, оказался под контролем войск союзников. Американцы вывезли около 100 тонн трофейного груза (ракеты, двигатели, запчасти). Главный конструктор Вернер фон Браун с группой ведущих сотрудников добровольно сдался американской стороне. Немецкие ракетчики были размещены в американской оккупационной зоне и получили предложение работать в США. Через два месяца в соответствии с международными соглашениями Тюрингия перешла под контроль СССР. Советскому Союзу досталось производство без технической документации, отдельные части ракет без чертежей и расчётов. Часть документации и разрозненные детали ракет позже обнаружились в разных местах на занятой территории. Командированными специалистами по собственной инициативе в Блайхероде был организован институт «Рабе» (от «Raketenbau»), занимавшийся сбором и изучением наработок по ракетам.
В августе 1945 года, после окончательного завершения войны и разведения войск по назначенным зонам оккупации, для организации пробных пусков ракет, собранных из имеющихся деталей, была создана группа «Выстрел». Во главе её стал С. П. Королёв, до того трудившийся в заключении в ОКБ — «шарашке» авиамоторного завода в Казани. В группу вошли десятки советских учёных. Поиски комплектной ракеты продолжались около года. Когда стало ясно, что эти усилия ни к чему не приведут, сосредоточились на самостоятельном восстановлении Фау-2. Расчёты и чертежи предстояло восстановить по имеющимся готовым узлам, технологию производства — воссоздать уже с учётом материалов и стандартов используемых в Советском Союзе.
В середине 1946 года для объединения усилий группы «Выстрел», института «Рабе» и других организаций ракетной тематики на немецкой территории министр вооружения СССР Дмитрий Федорович Устинов утвердил создание двух институтов: «Нордхаузен» (баллистические ракеты) и «Берлин» (все остальные). В них продолжали работать советские специалисты. Было принято решение набирать высококвалифицированных немецких специалистов, необязательно ракетчиков; всего согласились работать на СССР (находясь в Германии) около 5 тыс. человек. Удалось переманить из американской зоны некоторых из основных разработчиков ракет — в частности, специалистов по системам автоматического управления и наведения Гельмута Греттрупа, Курта Магнуса и Ганса Хоха. Возможно, в создании ракеты Р-1 и последующих её модификаций принимал участие конструктор ракетных двигателей «Фау-2» доктор-инженер Курт П., упоминаемый Львом Копелевым в книге мемуаров «Хранить вечно» в качестве сокамерника по бутырской тюрьме.
13 мая 1946 года было принято постановление Совмина о создании научно-исследовательских центров для нужд ракетной техники. Согласно постановлению, министр вооружения Д. Ф. Устинов учредил головной научно-исследовательский институт — НИИ-88. При министерстве авиационной промышленности была выделена база — НИИ-456 и опытный завод, где было создано опытное конструкторское бюро для ракетных двигателей, под руководством Валентина Петровича Глушко. Для конструкторского бюро по разработке стартовых комплексов были выделены мощности завода «Компрессор», главным конструктором КБ стал Владимир Павлович Бармин. Министерство промышленности средств связи создало НИИ-885, с главным конструктором во главе — Михаилом Сергеевичем Рязанским. Министерство судостроительной промышленности создало институт по гироскопам (НИИ-10), с главным конструктором — Виктором Ивановичем Кузнецовым.
9 августа 1946 года Устинов подписал приказ № 83-К: «тов. Королёва Сергея Павловича назначить Главным конструктором „изделия № 1“ НИИ-88».
В НИИ-88 из Германии прибыло более 150 немецких специалистов, что составило вместе с семьями около 500 человек.
С 18 октября по 13 ноября 1947 года было проведено одиннадцать пусков ракеты Фау-2.
10 октября 1948 года Королёв проводит первый пуск ракеты Р-1. Меньше чем за месяц стартуют ещё восемь ракет Р-1. Первый старт Р-1А (c отделяющейся боевой частью) состоялся 7 мая.
На полигоне Капустин Яр к 1957 году было проведено 296 запусков двигателей и 79 учебно-боевых пусков ракеты Р-1.
Историческое значение ракет А-4 и Р-1 нельзя преуменьшать. Это был первый прорыв в совершенно новую область техники.академик Б. Е. Черток
В связи с тем, что горючим для ракеты был этиловый спирт, один из боевых генералов, ознакомившись с ней, сказал:
Что вы делаете? Заливаете в ракету более четырех тонн спирта. Да если дать моей дивизии этот спирт, она любой город возьмет с хода. А ракета ваша в этот город даже не попадет! Кому же это нужно?академик Б. Е. Черток
Конструкция германского прототипа Р-1 создавалась в условиях военного времени, была плохо доведена по надёжности и меткости. Интерес к спиртовому топливу был отчасти обусловлен дефицитом нефтепродуктов в воюющей Германии. Для тактической (по ТТХ) ракеты Фау-2 была весьма дорога, сложна и неточна. Боевое применение её Германией было вызвано во многом идеологическими причинами. Тем не менее, копирование действующего испытанного образца, изучение материалов, технологии производства, методики испытаний и эксплуатации, организации конструкторской работы облегчили советской науке и промышленности достижение актуального на тот момент уровня разработки и постройки ракет на жидком топливе.

### Параллельные проекты
Г-1
Параллельно разработкам по проекту Р-1 немецкими специалистами вёлся проект Г-1, масса конструкции ракеты по этому проекту была уменьшена с 3,17 тонны у ракеты Фау-2 до 1,87 тонны, а масса взрывчатки при этом была увеличена с 0,74 тонны до 0,95 тонны, увеличивалась и масса топлива. В немецком проекте Г-1 головная часть ракеты с находившимся в ней боезарядом уже отделялась. Это позволило облегчить конструкцию, сделав несущим спиртовой бак.

Однако, как американцы отдавали предпочтение в разработке баллистических ракет проекту своих военных, так и в СССР поступали так же. Проект Г-1 остался неосуществлённым, хотя работа над ним продолжалась ещё в течение 1949 года.
Р-2
В октябре 1949 года уже были проведены полигонные испытания разработанной ОКБ Королева ракеты Р-2Э — экспериментального варианта ракеты Р-2 — на дальность 600 км. Работы в филиале № 1 над проектом, в который вложили много сил и средств, постепенно сворачивались.
Р-3
Работы по плану Р-3 под руководством Королева начались уже в конце 1947 года. Нужно было провести широкомасштабные исследования по созданию ракеты на дальность не менее 3000 км. В 1944 году в Германии был опубликован отчёт Зенгера и Бредт, в котором обосновывалась возможность создания дальнего бомбардировщика с жидкостным реактивным двигателем. Параллельно с НИИ-88 работы по крылатым ракетам были начаты под влиянием отчёта Зенгера ещё в 1945 году в НИИ-1, и широко развёрнуты с приходом к руководству НИИ-1 Келдыша в 1948 году. 

Работы над проектом Р-3 велись в уже сформированной в течение 1947 года кооперации. Головным по разработке эскизного проекта было КБ Королева.

Двигатели разрабатывались параллельно в двух организациях: в ОКБ-456 — главным конструктором Глушко и в НИИ-1 авиационной промышленности — Полярным.
Говоря о конструировании советских ракет, последовавших за Р-1, трудно разграничить временные периоды по их созданию. Так, Королев об Р-2 задумывается ещё в Германии, когда проект Р-1 ещё не обсуждался, Р-5 разрабатывается им ещё до сдачи Р-2, а ещё раньше начинается работа над небольшой мобильной ракетой Р-11, и первые расчёты по межконтинентальной ракете Р-7.
На базе ракеты Р-1 была создана геофизическая ракета Р-1В, которая с 1951 года стала применяться для систематических исследований атмосферы.

## Модификации
- Р-1 УК (индекс — 8А12) — модификация Р-1 «улучшенной кучности», разработанная КБ серийного завода № 586 (в дальнейшем КБ «Южное») в Днепропетровске с целью улучшения точности ракет. В мае — июне 1956 года на полигоне Капустин Яр выполнено 10 успешных пусков. Дальнейшего развития проект не получил.

## Характеристики
- Дальность полёта — 270 км
- Масса конструкции (без топлива) — 4,015 т
- Масса взрывчатого вещества — 785 кг
- Сила тяги двигателя — 27,2 тс
- Максимальная скорость — 1465 м/с
- Максимальное рассеивание на предельной дальности:
  - по дальности — 8 Вд = ± 8 км
  - боковое — 8 Вб = ± 4 км

Стоимость серийной ракеты Р-1 в 1954 году составляла 632 тыс. рублей

## Сравнительная характеристика
| Общие сведения и основные тактико-технические характеристики советских баллистических ракет первого поколения                                                                                    | Общие сведения и основные тактико-технические характеристики советских баллистических ракет первого поколения | Общие сведения и основные тактико-технические характеристики советских баллистических ракет первого поколения | Общие сведения и основные тактико-технические характеристики советских баллистических ракет первого поколения | Общие сведения и основные тактико-технические характеристики советских баллистических ракет первого поколения | Общие сведения и основные тактико-технические характеристики советских баллистических ракет первого поколения | Общие сведения и основные тактико-технические характеристики советских баллистических ракет первого поколения | Общие сведения и основные тактико-технические характеристики советских баллистических ракет первого поколения | Общие сведения и основные тактико-технические характеристики советских баллистических ракет первого поколения | Общие сведения и основные тактико-технические характеристики советских баллистических ракет первого поколения |
| Наименование ракеты | Р-1 | Р-2 | Р-5М | Р-11М | Р-7А | Р-9А | Р-12 и Р-12У                                                                                                  | Р-14 и Р-14У                                                                                                  | Р-16У |
| Конструкторское бюро | ОКБ-1 | ОКБ-1 | ОКБ-1 | ОКБ-1 | ОКБ-1 | ОКБ-1 | КБ «Южное» | КБ «Южное» | КБ «Южное» |
| --- | --- | --- | --- | --- | --- | --- | --- | --- | --- |
| Генеральный конструктор | С. П. Королёв                                                                                                 | С. П. Королёв                                                                                                 | С. П. Королёв                                                                                                 | С. П. Королёв, М. К. Янгель                                                                                   | С. П. Королёв                                                                                                 | С. П. Королёв                                                                                                 | М. К. Янгель                                                                                                  | М. К. Янгель                                                                                                  | М. К. Янгель                                                                                                  |
| Организация-разработчик ЯБП и главный конструктор | | | КБ-11, Ю. Б. Харитон                                                                                          | КБ-11, Ю. Б. Харитон                                                                                          | КБ-11, С. Г. Кочарянц                                                                                         | КБ-11, С. Г. Кочарянц                                                                                         | КБ-11, С. Г. Кочарянц                                                                                         | КБ-11, С. Г. Кочарянц                                                                                         | КБ-11, С. Г. Кочарянц                                                                                         |
| Организация-разработчик заряда и главный конструктор | | | КБ-11, Ю. Б. Харитон                                                                                          | КБ-11, Ю. Б. Харитон                                                                                          | КБ-11, Е. А. Негин                                                                                            | КБ-11, Е. А. Негин                                                                                            | КБ-11, Е. А. Негин                                                                                            | КБ-11, Е. А. Негин                                                                                            | КБ-11, Е. А. Негин                                                                                            |
| Начало разработки | 10.03.1947 | 14.04.1948 | 10.04.1954 | 13.02.1953 | 02.07.1958 | 13.05.1959 | 13.08.1955 | 02.07.1958 | 30.05.1960 |
| Начало испытаний | 10.10.1948 | 25.09.1949 | 20.01.1955 | 30.12.1955 | 24.12.1959 | 09.04.1961 | 22.06.1957 | 06.06.1960 | 10.10.1961 |
| Дата принятия на вооружение | 28.11.1950 | 27.11.1951 | 21.06.1956 | 1.04.1958 | 12.09.1960 | 21.07.1965 | 04.03.1959–09.01.1964                                                                                         | 24.04.1961–09.01.1964                                                                                         | 15.07.1963 |
| Год постановки на боевое дежурство первого комплекса | не ставились                                                                                                  | не ставились                                                                                                  | 10.05.1956 | переданы в СВ в 1958                                                                                          | 01.01.1960 | 14.12.1964 | 15.05.1960 | 01.01.1962 | 05.02.1963 |
| Максимальное количество ракет, стоявших на вооружении | | | 36 | | 6 | 29 | 572 | 101 | 202 |
| Год снятия с боевого дежурства последнего комплекса | | | 1966 | | 1968 | 1976 | 1989 | 1983 | 1977 |
| Максимальная дальность, км | 270 | 600 | 1200 | 170 | 9000-9500 — тяжёлый блок; 12000-14000, 17000 — лёгкий блок                                                    | 12500-16000                                                                                                   | 2080 | 4500 | 11000–13000                                                                                                   |
| Стартовая масса, т | 13,4 | 20,4 | 29,1 | 5,4 | 276 | 80,4 | 47,1 | 86,3 | 146,6 |
| Масса полезной нагрузки, кг | 1000 | 1500 | 1350 | 600 | 3700 | 1650–2095 | 1630 | 2100 | 1475–2175 |
| Длина ракеты, м | 14,6 | 17,7 | 20,75 | 10,5 | 31,4 | 24,3 | 22,1 | 24,4 | 34,3 |
| Максимальный диаметр, м | 1,65 | 1,65 | 1,65 | 0,88 | 11,2 | 2,68 | 1,65 | 2,4 | 3,0 |
| Тип головной части | неядерная, неотделяемая                                                                                       | моноблочная, неядерная, отделяемая                                                                            | моноблочная, ядерная                                                                                          | моноблочная, ядерная                                                                                          | моноблочная, ядерная                                                                                          | моноблочная, ядерная                                                                                          | моноблочная, ядерная                                                                                          | моноблочная, ядерная                                                                                          | моноблочная, ядерная                                                                                          |
| Количество и мощность боевых блоков, Мт | | | 1×0,3 | | 1×5 | 1×5 | 1×2,3 | 1×2,3 | 1×5 |
| Стоимость серийного выстрела, тыс. руб. | | | | | | | 3040 | 5140 | |
| Источник информации: Оружие ракетно-ядерного удара. / Под ред. Ю. А. Яшина. — М.: Издательство МГТУ имени Н. Э. Баумана, 2009. — С. 23–24 — 492 с. — Тираж 1 тыс. экз. — ISBN 978-5-7038-3250-9. | | | | | | | | | |

## На вооружении
Первым ракетным соединением в СССР вообще и вооружённым Р-1 в частности, стала бригада особого назначения Резерва Верховного Главного Командования сформированная 15 августа 1946 года на базе 92-го гвардейского Гомельского Краснознамённого орденов Ленина, Суворова, Кутузова и Богдана Хмельницкого миномётного полка (полковник Черненко) в составе Группы советских оккупационных войск в Германии (ГСОВГ), дислоцировавшегося в деревне Берке, вблизи города Зондерсхаузена. Бригада создана для изучения немецкой ракеты Фау-2, работы с которой велись в институте «Нордхаузен». Командиром части был назначен генерал-майор артиллерии А. Ф. Тверецкий. С 3 по 28 августа 1947 года бригада была передислоцирована на строящийся 4 Государственный Центральный Полигон рядом с с. Капустин Яр. В 1948 году бригада получила наименование 92-я БОН, а в декабре 1950 года эта часть стала называться 22-й бригадой особого назначения Резерва Верховного Главного Командования (22 БОН РВГК или БрОН РВГК).
В декабре 1950 года на основе 4-й огневой батареи 22 БОН РВГК началось формирование второго ракетного соединения — 23-й бригады особого назначения РВГК с дислокацией в г. Камышин с подчинением командующему ДонВО (с 1951 года переподчинена начальнику 4 ГЦП). Командиром бригады был назначен полковник М. Г. Григорьев (в дальнейшем командир полигона Плесецк).
В соответствии с постановлением Совмина СССР от 19 сентября 1951 года № 3540-1647 «О специальных формированиях и специальном строительстве в Военном министерстве СССР» Военному министерству предписывалось дополнительно сформировать 4 БОН, две бригады — в 1952 году (в с. Медведь Новгородской области и в районе Кременчуга) и две — в 1953 году (в районе Калуги и Лепеля), построить 4 арсенала для хранения Р-1 (на 250 ракет каждый, в Старой Тропе Великолукской области, ст. Михайленки, в районе Минска и районе ст. Раздельная) и завершить строительство базы хранения на 250 ракет в Кариан-Строганово Тамбовской области. На основании вышедшей 14 декабря 1951 года директивы Генерального штаба в 1952 году на 4 ГЦП были сформированы:
- 54-я бригада особого назначения (командир генерал-майор артиллерии П. В. Колесников);
- 56-я бригада особого назначения (командир полковник Т. Н. Небоженко).

В 1952 году 22-я и 23-я БОН РВГК получают и начинают осваивать ракету Р-2 (8Ж38).
По директиве Генерального штаба МО СССР от 26 февраля 1953 года на 4 ГЦП (Капустин Яр) формируются новые ракетные соединения — инженерные бригады Резерва Верховного Главного Командования:
- 77-я инженерная бригада РВГК (в дальнейшем переведена в Белокоровичи),
- 80-я инженерная бригада РВГК (в дальнейшем переведена в Белокоровичи),

а в марте 1953 ранее сформированные ранее бригады особого назначения получают новую нумерацию и наименования:
- 22-я БОН РВГК переименовывается в 72-ю инженерную бригаду РВГК (с. Медведь Новгородской области);
- 23-я БОН стала 73-й инженерной бригадой РВГК (г. Камышин);
- 54-я БОН становится 85-й инженерной бригадой РВГК (Капустин Яр, Таураге);
- 56-я БОН переименовывается в 90-ю инженерную бригаду РВГК (г. Кременчуг).

Вплоть до 1955 года на вооружении инженерных бригад РВГК находились ракеты Р-1 и Р-2, а с 1957 года они стали перевооружаться на ракеты средней дальности Р-5М и Р-12.
В 1960 году все бригады (кроме трёх переданных в 1958 году в состав Сухопутных войск с оперативно-тактической ракетой Р-11), которые теперь входили в состав РВСН были переформированы в ракетные дивизии, при этом они уже были перевооружены на стратегические ракетные комплексы с ракетами средней дальности.

### 72-я инженерная бригада РВГК
В период января — февраль 1954 со 2-м дивизионом 72-й бригады проведены испытания по эксплуатации изделий 8А11 и 8Ж38 в условиях крайних низких температур (до −40°С). 6 января дивизион убыл со ст. Уторгош, а 21 января прибыл на ст. Нерчинск где за 10 часов проведена разгрузка эшелона при температуре −52°С. В период с 26 января по 7 февраля 1954 проведено 5 циклов подготовки и имитации пуска 8А11. С 12 по 16 февраля совершался марш по грунтовым дорогам на расстояние 1000 км, после чего 16—17 февраля проведён 6-й контрольный цикл подготовки и имитации пуска 8А11 (при −43°С). По результатам испытаний определены временные характеристики развёртывания дивизиона в тяжёлых условиях, выданы рекомендации по решению проблем возникающих при эксплуатации ракет в условиях низких температур.
В 1953 и 1955 годах рекогносцировочные группы Министерства обороны СССР изучали возможность размещения баллистических ракет (Р-1, Р-2 и Р-5) в передовых районах — на территории ГДР, Румынии и Болгарии. 26 марта 1955 года вышло Постановление ЦК КПСС и Совета Министров СССР, которым поручалось Министерству обороны в 1955—1956 годах направить 72-ю инженерную бригаду на территорию ГДР, а 73-ю инженерную бригаду на территорию Болгарии. В полном объёме постановление не было реализовано — в ГДР 72 ибр была размещена только в феврале 1959 года, будучи уже перевооружённой на ядерные ракеты Р-5М дальностью 1200 км.

### 77-я инженерная бригада РВГК
77-я инженерная бригада РВГК была сформирована в июле 1953 года на 4 ГЦП в с. Капустин Яр, а 16 октября 1953 года передислоцирована в п. Новые Белокоровичи Житомирской области (Прикарпатский военный округ). В 1955 году перевооружена на Р-11, в августе 1958 года 77 ибр была передана из подчинения заместителя Министра обороны СССР по специальному вооружению и ракетной технике в состав Сухопутных войск и передислоцирована в ГСВГ. Бригада стала именоваться 23-й ракетной бригадой с 1960 г.;

### 233-я инженерная бригада РВГК
233-я инженерная бригада РВГК сформирована на базе 233-й гаубичной артиллерийской бригады большой мощности Воронежского военного округа в период июль-ноябрь 1954 года в г. Клинцы Брянской области в составе 4-х дивизионов (два дивизиона с Р-1 (8А11) и два с БМД-20), в дальнейшем перевооружена на Р-11 (Р-11М). В 1958 году передана в состав Сухопутных войск СССР.